# Phalaenopsis pantherina
Phalaenopsis pantherina ist eine Pflanzenart aus der Gattung Phalaenopsis innerhalb der Familie der Orchideen (Orchidaceae). Dieser Epiphyt ist eine auf Borneo endemisch.

## Beschreibung

### Vegetative Merkmale
Phalaenopsis pantherina ist eine ausdauernde krautige Pflanze. Die Sprossachsen sind bis zu 15 Zentimeter lang. Es sind extrem dicke Adventivwurzeln vorhanden. Die einfachen Laubblätter sind blass-grün, bei einer Länge von bis zu 20 Zentimetern sowie einer Breite von etwa 4 Zentimetern länglich bis länglich-elliptisch.

### Generative Merkmale
Die verzweigten oder unverzweigten, bis zu 25 Zentimeter langen, stark abgeflachten Blütenstände tragen distich angeordnete, fleischige Brakteen. Die zwittrige Blüte ist zygomorph und dreizählig. Die gelbe Blütenkronblätter besitzen rötlich-braunen Flecken und Querbänderung. Der Mittellappen der Lippe trägt Trichome. Die Morphologie der Lippe ist ein wichtiges Merkmal für die Abgrenzung der Arten.

## Standortbedingungen
Phalaenopsis pantherina wurde in Höhenlagen von 400 bis 500 Metern nachgewiesen. Sie wächst gut bei Lufttemperaturen von 23° bis 26 °C. In dieser Höhe beträgt die Lufttemperatur im Durchschnitt 24,5 °C.

## Artenschutz
Sie kommt in geschützten Lebensräumen wie dem Crocker Range National Park vor. Sie wurde selten für botanische oder gärtnerische Zwecke gesammelt.

## Taxonomie und Systematik
Phalaenopsis pantherina wurde 1864 durch Heinrich Gustav Reichenbach in Botanische Zeitung (Berlin) Band 22, Seite 298 erstbeschrieben.
Die Art Phalaenopsis pantherina gehört zur Sektion Polychilos aus der Untergattung Polychilos in der Gattung Phalaenopsis. Sie ist also eng mit Phalaenopsis mannii und Phalaenopsis cornu-cervi (syn. Phalaenopsis lamelligera et Phalaenopsis borneensis) verwandt. Die Art selbst wurde früher als eine Varietät von Phalaenopsis cornu-cervi angesehen und als Phalaenopsis cornu-cervi var. pantherina (Rchb.f.) O.Gruss & M.Wolff beschrieben. Dies wird jedoch nicht akzeptiert. Es wurde auch vorgeschlagen, dass Phalaenopsis luteola ein Synonym von Phalaenopsis pantherina sei.
Das Artepitheton pantherina leitet sich von der leopardenartigen „Blütenfärbung“ ab.